# Jassa barnardi
Jassa barnardi is een vlokreeftensoort uit de familie van de Ischyroceridae. De wetenschappelijke naam van de soort is voor het eerst geldig gepubliceerd in 1949 door Stephensen.